# Локални избори у Србији 2003.
Мали број општина у Србији је одржао локалне изборе 2003. Ови избори нису били део редовног циклуса локалних избора у земљи, али су се одржали у одређеним јурисдикцијама где је локална власт пала.
Србија је увела директан избор градоначелника путем гласања у два круга 2002. Локални избори за скупштине, који су се у последњем редовном циклусу 2000. одржавали по принципу система са релативном већином гласања у једномандатним изборним јединицама, сада су одређени пропорционалним изборним представништвом са изборним цензусом од три процента. Успешне листе су морале да освоје три процента свих гласова, не само важећих гласова.

## Резултати

### Централна Србија

#### Ћуприја
Након периода политичке нестабилности, избори су одржани у Ћуприји 26. октобра 2003. за избор градоначелника и чланова скупштине општине. Други круг гласања одржан је 9. новембра 2003.
| Кандидат | Кандидат                | Странка                       | Први круг | Први круг | Други круг | Други круг |
| Кандидат | Кандидат                | Странка                       | Гласови   | %         | Гласови    | %          |
| -------- | ----------------------- | ----------------------------- | --------- | --------- | ---------- | ---------- |
|          | проф. др. Љубомир Марић | Социјалистичка партија Србије |           | 26.47     | 5,182      | 65.41      |
|          | Ивица Јоцић             | Сабор српског јединства       |           | 17.3      | 2,740      | 34.59      |
|          | Мирослав Стојановић     | Социјалдемократска партија    |           | 12.56     |            |            |
|          | Зоран Јовановић         | Демократска странка           |           | 11.73     |            |            |
|          | остали кандидати        |                               |           |           |            |            |
| Укупно   | Укупно                  | Укупно                        |           |           | 7,922      | 100.00     |
|          |                         |                               |           |           |            |            |
| извор:   |                         |                               |           |           |            |            |

Резултати избора за општинску скупштину су следећа:
| Странка                   | Странка                                                | Гласови | %      | Мандати |
| ------------------------- | ------------------------------------------------------ | ------- | ------ | ------- |
|                           | Социјалистичка партија Србије                          | 2,198   | 18.15  | 8       |
|                           | Сабор српског јединства                                | 2,103   | 17.36  | 8       |
|                           | Демократска странка                                    | 1,445   | 11.93  | 5       |
|                           | Група грађана (једанаест листа)                        | 1,109   | 9.16   | –       |
|                           | Социјалдемократска партија и Група грађана: Мића Брица | 893     | 7.37   | 3       |
|                           | Демократска странка Србије                             | 770     | 6.36   | 3       |
|                           | Српска радикална странка                               | 712     | 5.88   | 3       |
|                           | Г17 плус                                               | 661     | 5.46   | 3       |
|                           | Српски покрет обнове                                   | 506     | 4.18   | 2       |
|                           | Демохришћанска странка Србије                          | 408     | 3.37   | 2       |
|                           | Либерали Србије                                        | 374     | 3.09   | –       |
|                           | Грађански савез Србије                                 | 287     | 2.37   | –       |
|                           | Народна демократска странка                            | 203     | 1.68   | –       |
|                           | Нова Србија                                            | 182     | 1.50   | –       |
|                           | Социјалдемократија                                     | 135     | 1.11   | –       |
|                           | Демократски центар                                     | 127     | 1.05   | –       |
| Укупно                    | Укупно                                                 | 12,113  | 100.00 | 37      |
|                           |                                                        |         |        |         |
| Важећих гласова           | Важећих гласова                                        | 12,113  | 94.76  |         |
| Неважећих/празних гласова | Неважећих/празних гласова                              | 670     | 5.24   |         |
| Укупно гласова            | Укупно гласова                                         | 12,783  | 100.00 |         |
| Регистрованих гласача     | Регистрованих гласача                                  | 30,922  | 41.34  |         |
| извори:                   |                                                        |         |        |         |

#### Краљево
Тадашњи градоначелник Љубиша Јовашевић из Демократске странке Србије је изгубио подршку локалне скупштине до средине 2003, а локална власт је постала нестабилна. Влада Републике Србије распустила је локалну скупштину у јулу 2003. и расписала нове изборе за градоначелника и скупштину за новембар. Марко Петровић, бивши члан Нове Србије, именован је да води привремену администрацију до гласања. Избори за скупштину и први круг одржани су 16. новембра; други круг је одржан 30. новембра.
| Кандидат                  | Кандидат                     | Странка                                                                   | Први круг | Први круг | Други круг | Други круг |
| Кандидат                  | Кандидат                     | Странка                                                                   | Гласови   | %         | Гласови    | %          |
| ------------------------- | ---------------------------- | ------------------------------------------------------------------------- | --------- | --------- | ---------- | ---------- |
|                           | Др. Радослав Јовић           | Српски покрет обнове                                                      | 10,514    | 22.34     | 17,230     | 58.99      |
|                           | Др. Љубиша Јовашевић         | Демократска странка Србије–Народна демократска странка–Војислав Коштуница | 7,618     | 16.19     | 11,978     | 41.01      |
|                           | Мирослав Карапанџић          | Група грађана: За Краљево                                                 | 5,542     | 11.78     |            |            |
|                           | Звонко Обрадовић             | Г17 плус                                                                  | 5,204     | 11.06     |            |            |
|                           | Слободан Михајловић          | Демократска странка                                                       | 5,192     | 11.03     |            |            |
|                           | Миљко Четровић               | Српска радикална странка                                                  | 4,375     | 9.30      |            |            |
|                           | Сретен Јовановић             | Социјалистичка партија Србије                                             | 3,079     | 6.54      |            |            |
|                           | проф. др. Предраг Стојановић | Демохришћанска странка Србије                                             | 2,607     | 5.54      |            |            |
|                           | Зоран Јовановић              | Народна партија и "Обнова Србије"                                         | 1,772     | 3.77      |            |            |
|                           | Стаменка Арсић               | Либерали Србије и Демократски центар                                      | 1,152     | 2.45      |            |            |
| Укупно                    | Укупно                       | Укупно                                                                    | 47,055    | 100.00    | 29,208     | 100.00     |
|                           |                              |                                                                           |           |           |            |            |
| Важећих гласова           | Важећих гласова              | Важећих гласова                                                           | 47,055    | 96.96     | 29,208     | 98.15      |
| Неважећих/празних гласова | Неважећих/празних гласова    | Неважећих/празних гласова                                                 | 1,477     | 3.04      | 550        | 1.85       |
| Укупно гласова            | Укупно гласова               | Укупно гласова                                                            | 48,532    | 100.00    | 29,758     | 100.00     |
| Регистрованих гласача     | Регистрованих гласача        | Регистрованих гласача                                                     | 101,521   | 47.80     | 101,521    | 29.31      |
| укупно:                   |                              |                                                                           |           |           |            |            |

Резултати избора за општинску скупштину су следећа:
| Странка                   | Странка                                                                              | Гласови | %      | Мандати |
| ------------------------- | ------------------------------------------------------------------------------------ | ------- | ------ | ------- |
|                           | Српска радикална странка                                                             | 6,787   | 15.02  | 13      |
|                           | Српски покрет обнове–др. Радослав Јовић                                              | 6,494   | 14.38  | 12      |
|                           | Демократска странка–Слободан Михајловић                                              | 5,520   | 12.22  | 11      |
|                           | Демократска странка Србије–Народна демократска странка–Војислав Коштуница            | 5,497   | 12.17  | 10      |
|                           | Г17 плус–Млађан Динкић                                                               | 4,818   | 10.67  | 9       |
|                           | Социјалистичка партија Србије–Милош Нешовић                                          | 3,563   | 7.89   | 7       |
|                           | Демохришћанска странка Србије–Предраг Стојановић                                     | 2,373   | 5.25   | 5       |
|                           | Нова Србија–Велимир Илић                                                             | 1,739   | 3.85   | 3       |
|                           | Група грађана (пет осталих листа)                                                    | 1,437   | 3.18   | –       |
|                           | Група грађана: Отпор!                                                                | 1,309   | 2.90   | –       |
|                           | Народна партија–Милан Парошки–"Обнова Србије"–Милован Дрецун                         | 1,053   | 2.33   | –       |
|                           | Социјалистичка народна странка–Бане Ивковић                                          | 1,021   | 2.26   | –       |
|                           | Либерали Србије и Демократски центар                                                 | 699     | 1.55   | –       |
|                           | Сабор српског јединства–проф. Борислав Пелевић                                       | 694     | 1.54   | –       |
|                           | Лига за Шумадију–Звонко Терзић                                                       | 560     | 1.24   | –       |
|                           | Лабуристичка партија Србије–Драган Миловановић                                       | 552     | 1.22   | –       |
|                           | Уједињено Српство–Дамјановић Милосав Пакоња–Народна странка Рома–Зоран Петровић Зета | 296     | 0.66   | –       |
|                           | Унија Зелених–Јанко Јанковић                                                         | 270     | 0.60   | –       |
|                           | Социјалдемократска партија                                                           | 229     | 0.51   | –       |
|                           | Патриотска странка дијаспоре                                                         | 161     | 0.36   | –       |
|                           | Група грађана: Никола Тодоровић                                                      | 102     | 0.23   | –       |
| Total                     | Total                                                                                | 45,174  | 100.00 | 70      |
|                           |                                                                                      |         |        |         |
| Valid votes               | Valid votes                                                                          | 45,174  | 93.08  |         |
| Invalid/blank votes       | Invalid/blank votes                                                                  | 3,358   | 6.92   |         |
| Total votes               | Total votes                                                                          | 48,532  | 100.00 |         |
| Registered voters/turnout | Registered voters/turnout                                                            | 101,521 | 47.80  |         |
| Source:                   |                                                                                      |         |        |         |